# Pseudoceloma
Pseudoceloma (do grego pseudo = falso, celoma = cavidade) é uma cavidade nos nematoides, onde há um sistema digestivo completo, um sistema excretor composto por um canal longitudinal e um sistema nervoso parcialmente centralizado.
O pseudoceloma ("falso celoma") corresponde a uma cavidade que se forma entre a mesoderme e a endoderme. Portanto, ele é delimitado por esses dois folhetos embrionários. Essa característica o torna diferente do celoma, no aspecto evolutivo. Exemplos: lombriga(pseudocelomado), planária(acelomado), tênia(acelomado), etc.. 